# Stade 2
Pour l’article homonyme, voir Stade 2 (album).
Stade 2 est une émission de télévision française consacrée à l'actualité sportive. Elle est diffusée depuis le 12 janvier 1975 sous le nom de Sport sur l'A2, puis Stade 2 le 28 décembre de la même année le dimanche en fin d'après-midi sur Antenne 2, devenue France 2 puis le dimanche à 20 h sur France 3 depuis le 1er septembre 2019.
Ce programme compte plus de 2 000 épisodes et a fêté son quarante-cinquième anniversaire en 2020. Stade 2 est l'une des émissions télévisées ayant les plus grandes longévités du PAF, après Le Jour du Seigneur, Présence protestante, Source de vie, Judaïca, À l'origine, Orthodoxie, Chrétiens orientaux, À Bible ouverte, Des chiffres et des lettres, Automoto et Thalassa.

## Programmation

### Ère Antenne 2 puis France 2
L'émission, programmée à 17h30 pour un format de 70 minutes le dimanche, n’a été que légèrement modifiée à la rentrée 2009. Elle se déroule toujours en direct et en public.
En 2009, France 2 a également proposé Stade 2 Dernière, un magazine de cinq minutes diffusé le dimanche en deuxième partie de soirée qui résumait l’actualité sportive en images.
L’émission se compose de résultats sportifs, d’interviews de personnalités invitées ou en duplex et de reportages. Elle enchaîne le traitement des différents sports grâce à l’intervention de ses journalistes sportifs spécialisés.
Durant certains évènements sportifs (dont le Tournoi de Roland-Garros, le Tour de France et les Jeux olympiques), l'émission est parfois délocalisée sur les lieux de celui-ci.
Jean-François Laville est le rédacteur en chef de l'émission avec Nicolas Vinoy, rédacteur en chef adjoint chargé de la coordination éditoriale. À partir de la rentrée 2014, Nicolas Vinoy devient rédacteur en chef du programme en compagnie de Philippe Lafon, rédacteur en chef adjoint.
En 2016, les après-midis dominicales de France 2 sont réorganisées, Stade 2 démarre désormais dès 16h30.
Le 8 janvier 2017, Stade 2 recommence à son heure historique, c'est-à-dire à 17h30. De plus, en plus du programme animé par Céline Géraud sur France 2, l'émission est rallongée de 20 minutes puisqu'une déclinaison de l'émission est diffusée sur France Info à 18h40, Stade 2 : La prolongation est animée par Matthieu Lartot. Florian Ringuedé et Emmanuel Lefort deviennent respectivement rédacteur en chef et rédacteur en chef adjoint.
En septembre 2017, Matthieu Lartot et Clémentine Sarlat remplacent Céline Géraud à la présentation du programme. Cependant, Clémentine Sarlat ne débute la présentation qu'en janvier 2018 en raison de son congé maternité. Le magazine est de nouveau avancé à 16h45 et dure environ 50 minutes. Quant à la prolongation sur France Info, elle est désormais présentée par Rodolphe Gaudin de 17h40 à 18h00. Pour compenser la réduction de l’émission dominicale, un Stade 2 de 8 minutes est également programmé le samedi soir à 20h45 sur France 2. Matthieu Lartot y évoque l’image sportive du jour et propose un avant-gout de l’émission du dimanche.
En 2018, l'émission change de nouveau d'horaire. Elle est désormais diffusée à 17h, précédée à 16h50 de Stade 2 Collection, une émission d'archives animée par Laurent Luyat. La version courte du magazine, diffusée le samedi soir, disparaît elle de la grille. Matthieu Lartot est désormais accompagné de la journaliste Flore Maréchal pour annoncer les résultats du week-end. Cette rentrée marque également la fin des tournages en public. En effet, elle change de plateau pour rejoindre le grand studio utilisé par les journaux télévisés de France 2 équipé d'un écran géant ainsi que de la réalité augmentée.

### Ère France 3
Dès la rentrée de septembre 2019, l’émission est diffusée sur France 3 de 20 h 5 à 20 h 55. L'émission conserve son présentateur Matthieu Lartot, parfois remplacé par Laurent Luyat, mais change de décor. Elle retrouve un plateau en public et est la première émission de France Télévisions tournée sur un plateau virtuel. L'émission est séparée en deux parties : une première consacrée à l'actualité puis une seconde magazine qui présente des reportages.
Durant la période de confinement de la population française liée à la pandémie de Covid-19 en France, l'émission continue à être diffusée, contrairement à la majorité des émissions sportives françaises. Elle évoque les scénarios possibles de reprise du sport professionnel, les actions solidaires mises en place par les sportifs et revient sur des moments historiques du sport français. Elle est cependant raccourcie de 20 h 5 à 20 h 35 du 19 avril au 14 juin 2020. Matthieu Lartot apparaît seul à l'écran pour lancer les différents sujets depuis les bureaux de la rédaction des sports puis depuis des hauts lieux du sport français (notamment au stade Roland-Garros, à l'INSEP, au golf national ou au vélodrome de Saint-Quentin-en-Yvelines).
Après une trêve estivale, l'émission revient à l'antenne le 23 août 2020, jour de la finale de Ligue des champions Paris Saint-Germain - Bayern Munich, et une semaine avant le début du Tour de France 2020.

## Identité visuelle (logotype)

Logo de Stade 2 du 13 septembre 1992 au 6 janvier 2002.
Logo de Stade 2 du 13 janvier 2002 au 31 août 2008.
Logo de Stade 2 du dimanche 7 septembre 2008 au dimanche 30 décembre 2012.
Logo de Stade 2 du 6 janvier 2013 au 8 janvier 2017.
Logo de Stade 2 depuis le 8 janvier 2017.

## Équipe

### Présentateurs
- 1975-1985 : Robert Chapatte
- 1985-1992 : Gérard Holtz
- 1992-1995 : Patrick Chêne
- 1995-2000 : Pierre Sled
- 2000-2003 : Christian Prudhomme
- Janvier 2004 - 2005 : Laurent Luyat et François Brabant (en alternance)
- 11 septembre 2005 - 2008  : Gérard Holtz
- 2008 - 2 décembre 2012  : Lionel Chamoulaud
- Janvier 2013 - juillet 2017 : Céline Géraud
- Depuis septembre 2017 : Matthieu Lartot
- avril 2023 - septembre 2023 : Cécile Grès, Laurent Luyat et Céline Rousseaux en alternance pendant l'absence de Matthieu Lartot

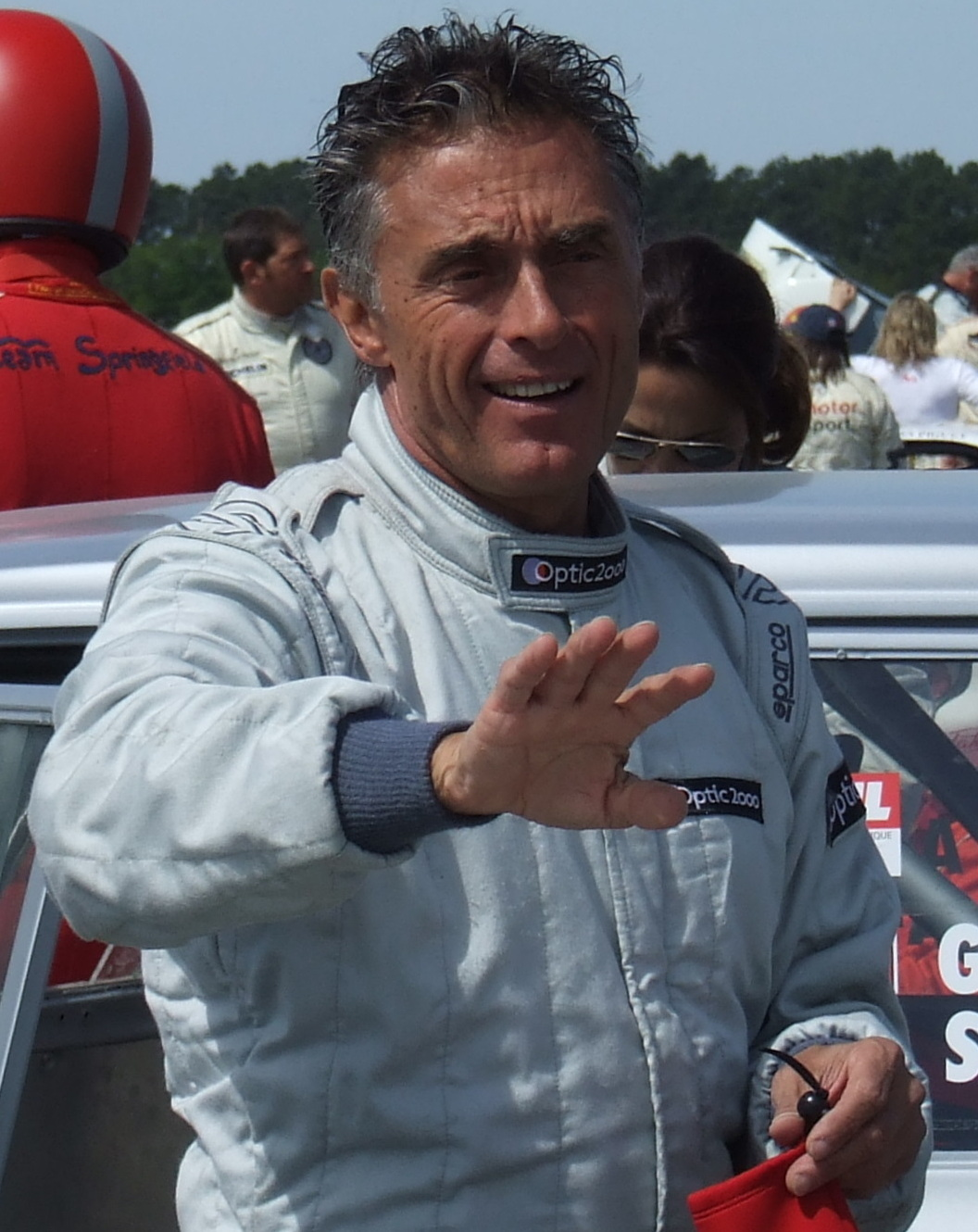
Gérard Holtz
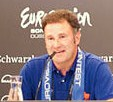
Pierre Sled
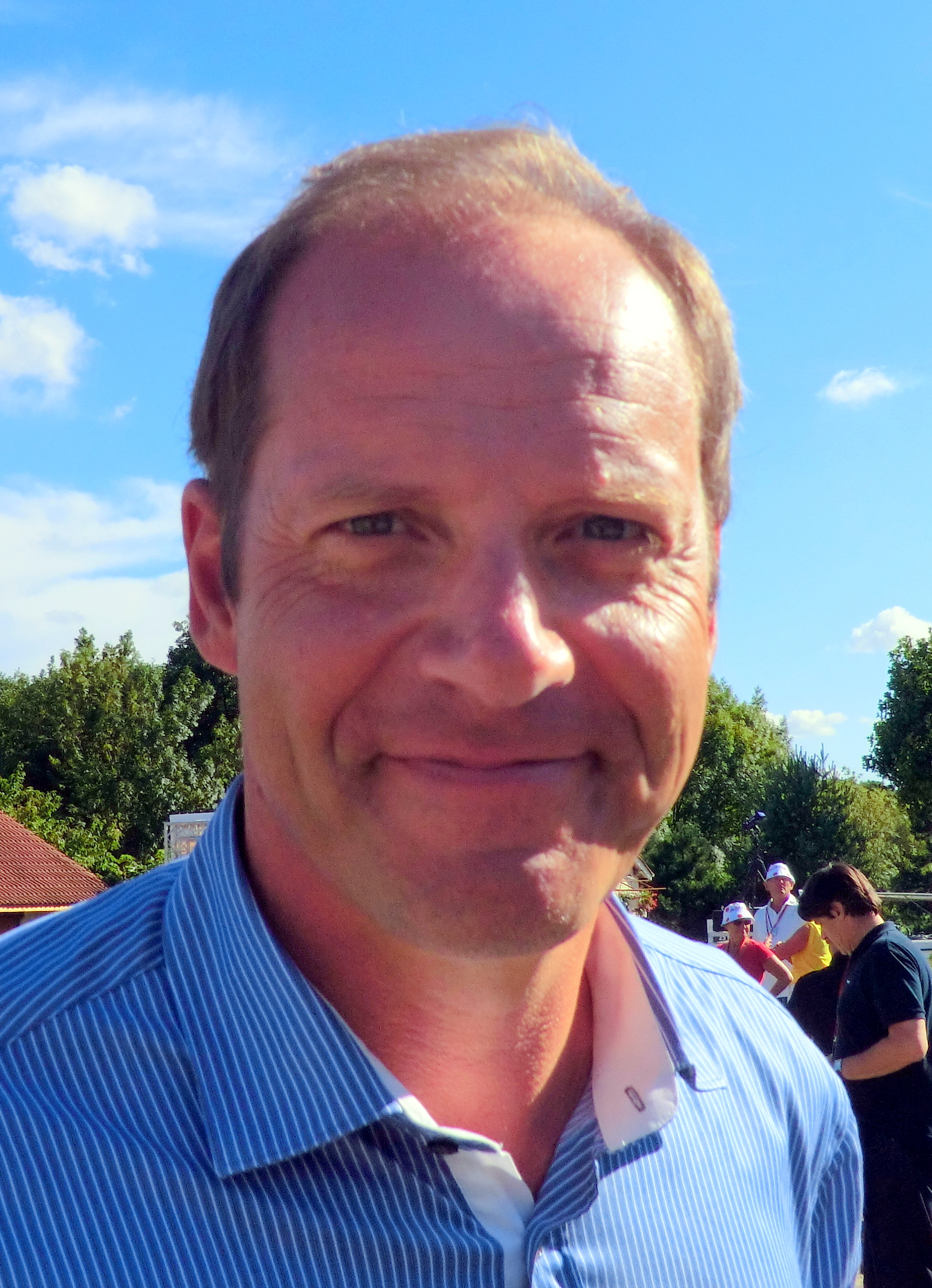
Christian Prudhomme
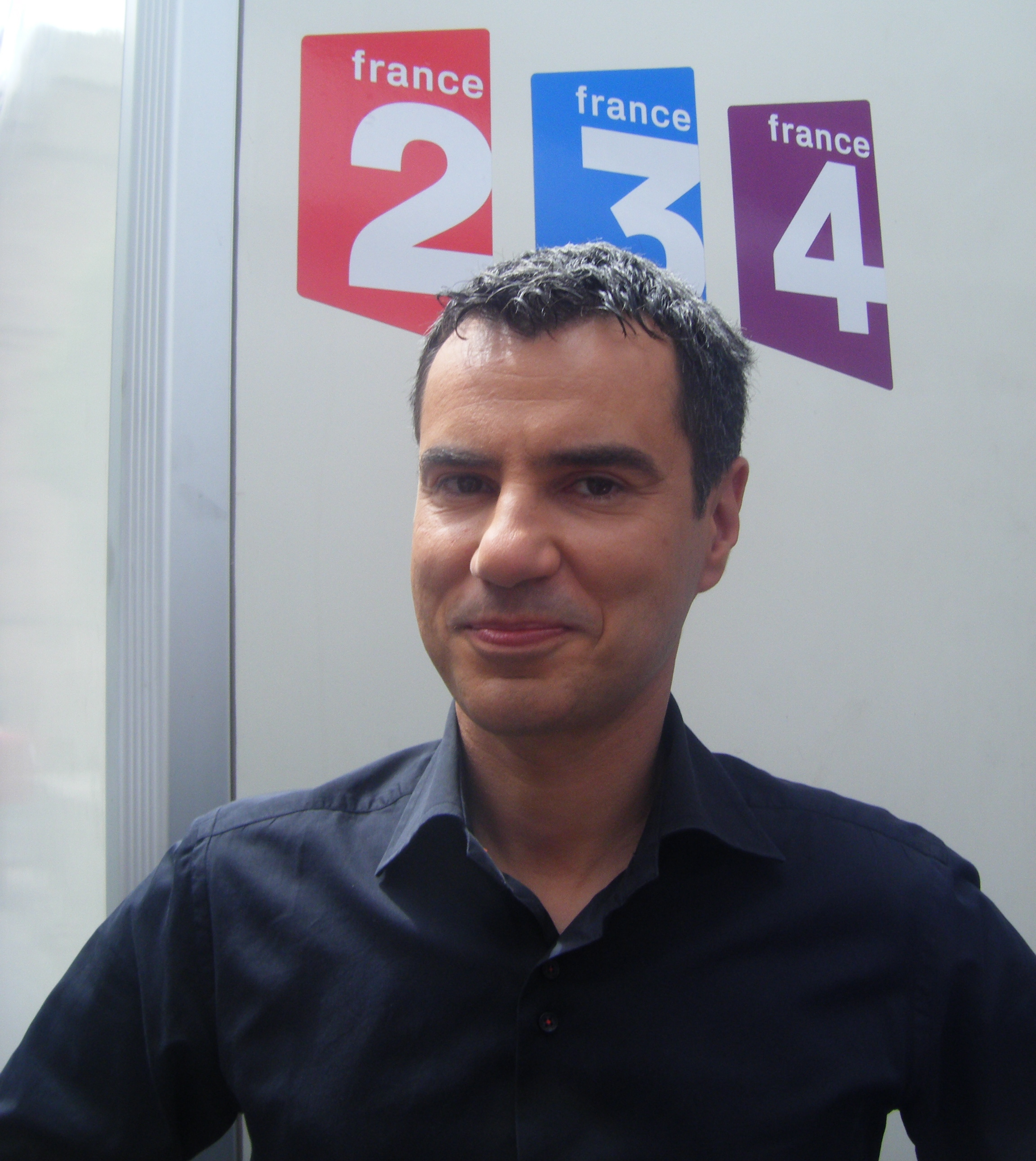
Laurent Luyat
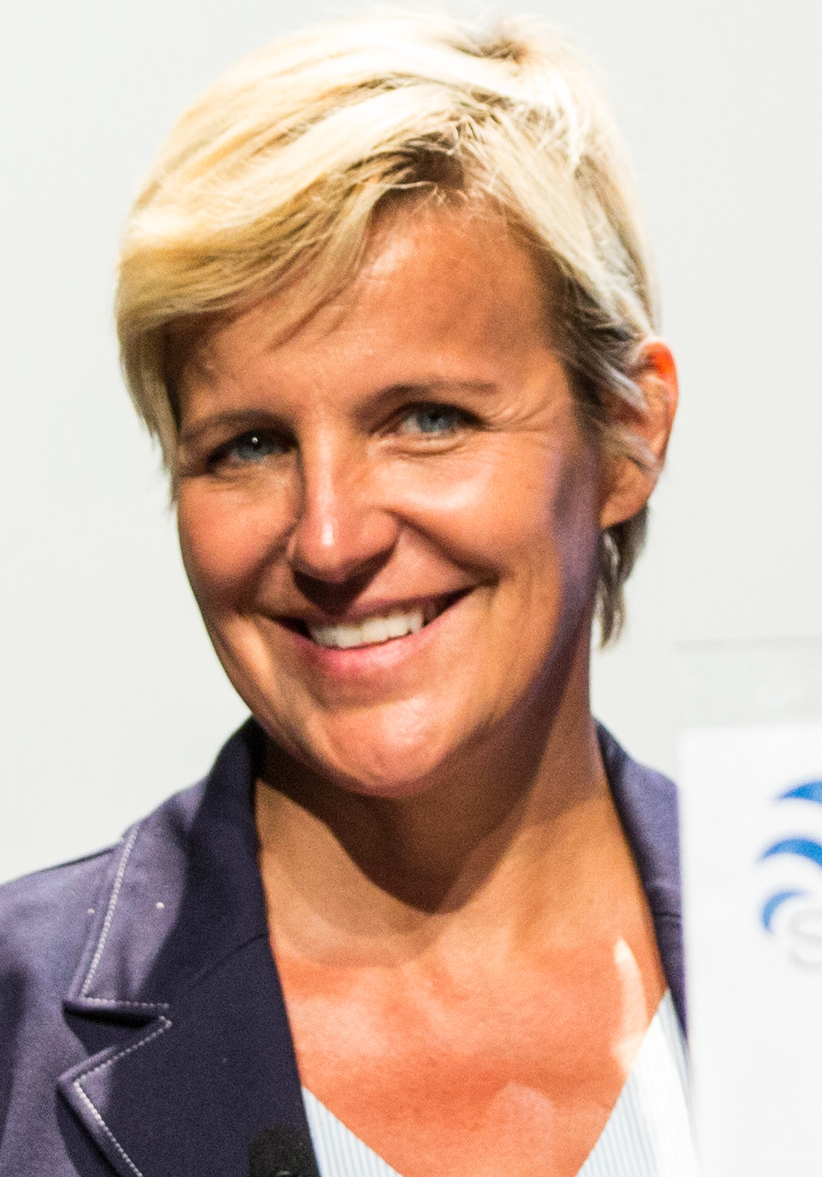
Céline Géraud

#### Remplaçants
- 1995-2000 : Lionel Chamoulaud
- 2000-2003 : Laurent Luyat
- 2003-2005 : Christophe Josse
- 2005-2008 : Lionel Chamoulaud
- 2008-2023 : Laurent Luyat
- Depuis 2024 : Cécile Grès

### Journalistes
Matthieu Lartot est entouré de Marie Mamère et de deux ou trois journalistes du service des sports de France Télévisions, parfois remplacés par des invités ou des consultants du groupe.

### Anciens journalistes notables
- Christine Paris pour le sport féminin
- Roger Couderc pour le rugby à XV
- Patrick Montel pour l'athlétisme et en duo avec Nelson Monfort pour le tennis
- Thierry Roland et Didier Roustan pour le football
- Jean Mamère pour le rugby et la voile
- Christian Quidet pour le judo et le tennis
- Pierre Salviac pour le rugby à XV
- Pierre Fulla pour la gymnastique, le judo et le ski
- Bernard Père pour le football et le basket
- Richard Diot pour le cyclisme et le rugby à 13
- Daniel Cazal pour le tennis
- Jean-Louis Calméjane pour le rugby à XV, le golf et le parachutisme
- Olivier Rey pour le football
- Robert Chapatte et Jean-Paul Ollivier pour le cyclisme
- Philippe Sebe pour la savate et le waterpolo
- Dominique Le Glou pour le football
- Jean Marquet pour l'équitation
- Thierry Blancot pour le cyclisme et les sports mécaniques
- Gilles Cozanet pour l'athlétisme et le basket
- Dominique Duvauchelle pour la natation et l'athlétisme
- Francis Maroto pour le football
- Christophe Josse pour le football
- Roger Zabel pour le football, le rugby
- Éric Hannezo pour le football
- Jean-René Godart pour le cyclisme
- Laurent Jaoui pour le football
- Florent Gautreau pour le football
- Patrice Dominguez pour le tennis
- Arnaud Romera pour les sports de combat
- Lionel Chamoulaud pour le tennis
- Jo Choupin pour l’athlétisme

## Stade 2, la prolongation
Prolongation de l'émission sur France Info présentée par Matthieu Lartot, avec pour joker Clémentine Sarlat, de 18 h 40 à 19 h, présentant un résumé de l'actualité sportive et un supplément d'analyse des temps forts du week-end. À partir de septembre 2017, la prolongation est présentée par Rodolphe Gaudin de 17 h 40 à 18 h.

### Présentateur
- janvier - septembre 2017 : Matthieu Lartot
- septembre 2017 - juin 2019 : Rodolphe Gaudin

## Récompenses
L'émission a reçu trois 7 d'or de la meilleure émission sportive, en 1995, en 1999 et en 2003.
Un sondage réalisé en octobre 2009 par Sport Stratégies montre que l’émission garde une bonne image auprès du public. Elle se positionne ainsi comme « l’émission de télévision qui met le mieux en valeur le sport » .
L'émission reçoit le Mag d'Or 2010 de la meilleure émission sportive spéciale, décerné par L'Équipe magazine, pour son émission en hommage à Laurent Fignon diffusée le 5 septembre 2010.
L'émission reçoit le Mag d'Or 2011 de la meilleure émission de sport, décerné par L'Équipe magazine.